# Благодатное (Харьковский район)
Благода́тное (укр. Благодатне; до 2016 г. Артёмовка, ранее Артамо́нов) — село, Кулиничёвский поселковый совет, Харьковский район, Харьковская область, Украина.
Код КОАТУУ — 6325157301. Население по переписи 2001 года составляет 228 (101/127 м/ж) человек.

## Географическое положение
Село Благодатное находится в 3-х км от реки Роганка (правый берег).
На расстоянии в 1 км расположен посёлок Зерновое, в 3-х км сёла Заики и Ольховка, в 4-х км город Харьков.
В 2-х км проходит автомобильная дорога М-03 (E 40).

## История
- 1918 — официальная дата основания.
- В XIX веке на месте села был хутор Артомонов[2].
- В  1940 году, перед ВОВ, на хуторе Артамонов было три двора.[3]
- В 1940-х годах хутор имел название Артамонов[4].
- 2016 — село Артёмовка переименовано в Благодатное.